# Нгуен Ван Фан
Нгуе́н Ван Фан (вьет. Nguyễn Văn Phan, 30 июня 1929) — южновьетнамский пловец. Участник летних Олимпийских игр 1952 года.

## Биография
Нгуен Ван Фан родился 30 июня 1929 года.
В 1952 году вошёл в состав сборной Южного Вьетнама на летних Олимпийских играх в Хельсинки.
В плавании на 100 метров вольным стилем занял 7-е место среди 7 участников четвертьфинального заплыва, показав результат 1 минута 5,0 секунды и уступив 5 секунд попавшему в полуфинал с третьего места Никасио Сильверио с Кубы.
В плавании на 400 метров вольным стилем занял 6-е место среди 6 участников четвертьфинального заплыва, показав результат 5 минут 36,5 секунды, уступив 41,3 секунды попавшему в полуфинал в пятого места Рональду Бамсу из Великобритании.